# 我愛愛愛你
《我愛愛愛你》，2017年法國電影，由莎拉·弗里斯提自編自導自演，故事取材自其年少時期的一段愛情。

## 故事大綱
本作描述一位有才華的口吃女孩與文盲混混的勵志愛情故事。面對學校同儕及父親的歧視，個性害羞的莉拉（莎拉·弗里斯提飾），漸漸只敢用寫字的方式表達自己的想法。有天在公車站遇見阿毛（何杜安·阿迦南 飾），初見面的兩人不自主地被對方吸引。阿毛的溫柔融化莉拉的內心，讓莉拉慢慢接受自己的缺陷，她決定將一切奉獻給阿毛，兩人因此相愛。外表強悍的阿毛有個秘密-他是個文盲，遇見莉拉後，他萌生識字的念頭，希望能配得上聰明且充滿未來的莉拉；然而學習失敗而封閉內心的阿毛，最終將所有不滿自卑的情緒通通發洩在莉拉身上。阿毛能放下自卑感重新接受莉拉嗎？相愛的兩人會回到毫無希望的日子嗎？

## 製作
本片由法國凱薩獎最佳女主角莎拉佛莉絲蒂自導自演，改編自莎拉．佛莉絲蒂的親身經驗。她在十六歲時曾經交往過一位男友，在他們分手之後，通過友人得知他是文盲，並成功在交往過程中掩飾一切。幾個月後，佛莉絲蒂把這個故事告訴坎城金獎名導阿布戴．柯西胥，她當時正在接演柯西胥執導的《愛情躲貓貓》。柯西胥鼓勵她把故事寫下來，於是佛莉絲蒂歷時八年完成劇本，之後花了一年的時間練習口吃，最後完成這部以「文盲」及「口吃」人士之間具衝突性的故事。

## 榮譽獎項
- 法國凱薩（法國奧斯卡）影后-莎拉·佛莉絲蒂自編自導自演[4]
- 榮獲威尼斯國際電影節: 最佳青年導演獎-莎拉·佛莉絲蒂/最佳男主角獎-何杜安·阿迦南[4]
- 榮獲威尼斯國際電影節: 威尼斯日單元最大贏家[4]
- 榮獲歐洲電影院線獎: 最佳歐洲電影 [5]